# Przesmycznik
Przesmycznik (Isthmomys) – rodzaj ssaków z podrodziny nowików (Neotominae) w obrębie rodziny chomikowatych (Cricetidae).

## Zasięg występowania
Rodzaj obejmuje gatunki występujące w Panamie i Kolumbii.

## Morfologia
Długość ciała (bez ogona) 157–172 mm, długość ogona 155–205 mm, długość ucha 20–24 mm, długość tylnej stopy 31–37 mm; masa ciała 43–57 g.

## Systematyka
Rodzaj (jako podrodzaj w obrębie Peromyscus) zdefiniowali w 1964 roku amerykańscy teriolodzy Emmet Thurman Hooper i Guy Graham Musser w artykule poświęconym klasyfikacji systematycznej rodzaju Peromyscus, opublikowanym w czasopiśmie Occasional Papers Museum of Zoology, University of Michigan. Gatunkiem typowym jest (oryginalne oznaczenie) przesmycznik żółty (I. flavidus). 

### Etymologia
Isthmomys: łac. isthmicus ‘przesmykowy, z przesmyku’, od isthmus ‘przesmyk’, od gr. ισθμος isthmos ‘przesmyk’; μυς mus, μυος muos ‘mysz’.

### Podział systematyczny
Do rodzaju należą następujące gatunki:
| Grafika | Gatunek             | Autor i rok opisu    | Nazwa zwyczajowa    | Podgatunki         | Rozmieszczenie geograficzne                                    | Podstawowe wymiary                              | Status IUCN |
| ------- | ------------------- | -------------------- | ------------------- | ------------------ | -------------------------------------------------------------- | ----------------------------------------------- | ----------- |
|         | Isthmomys flavidus  | (Bangs, 1902)        | przesmycznik żółty  | gatunek monotypowy | endemit Panamy (Volcan de Chiriqui i okolice, półwysep Azuero) | DC: 16,5–17 cm DO: 15,5–20 cm MC: 43–57 g       | NT          |
|         | Isthmomys pirrensis | (E.A. Goldman, 1912) | przesmycznik górski | gatunek monotypowy | wschodnia Panama i skrajnie północno-zachodnia Kolumbia        | DC: 15,7–17,2 cm DO: 18,5–20 cm MC: brak danych | LC          |

Kategorie IUCN:  LC  – gatunek najmniejszej troski,  NT  – gatunek bliski zagrożenia.